# Lørslev
Lørslev is een plaats in de Deense regio Noord-Jutland, gemeente Hjørring. De plaats telt 273 inwoners (2019).

## Geschiedenis
De oudste vermelding van Lørslev dateert van 21 april 1408. De plaats werd toen Lødhersløf genoemd, naar de persoonsnaam Løther.
In 1682 bestond Lørslev uit 10 boerderijen en 10 woonhuizen.
In 1910 wordt het dorp omschreven als Lørslev med Skole og Mølle, oftewel 'Lørslev met school en molen'. Er waren tevens drie smederijen.

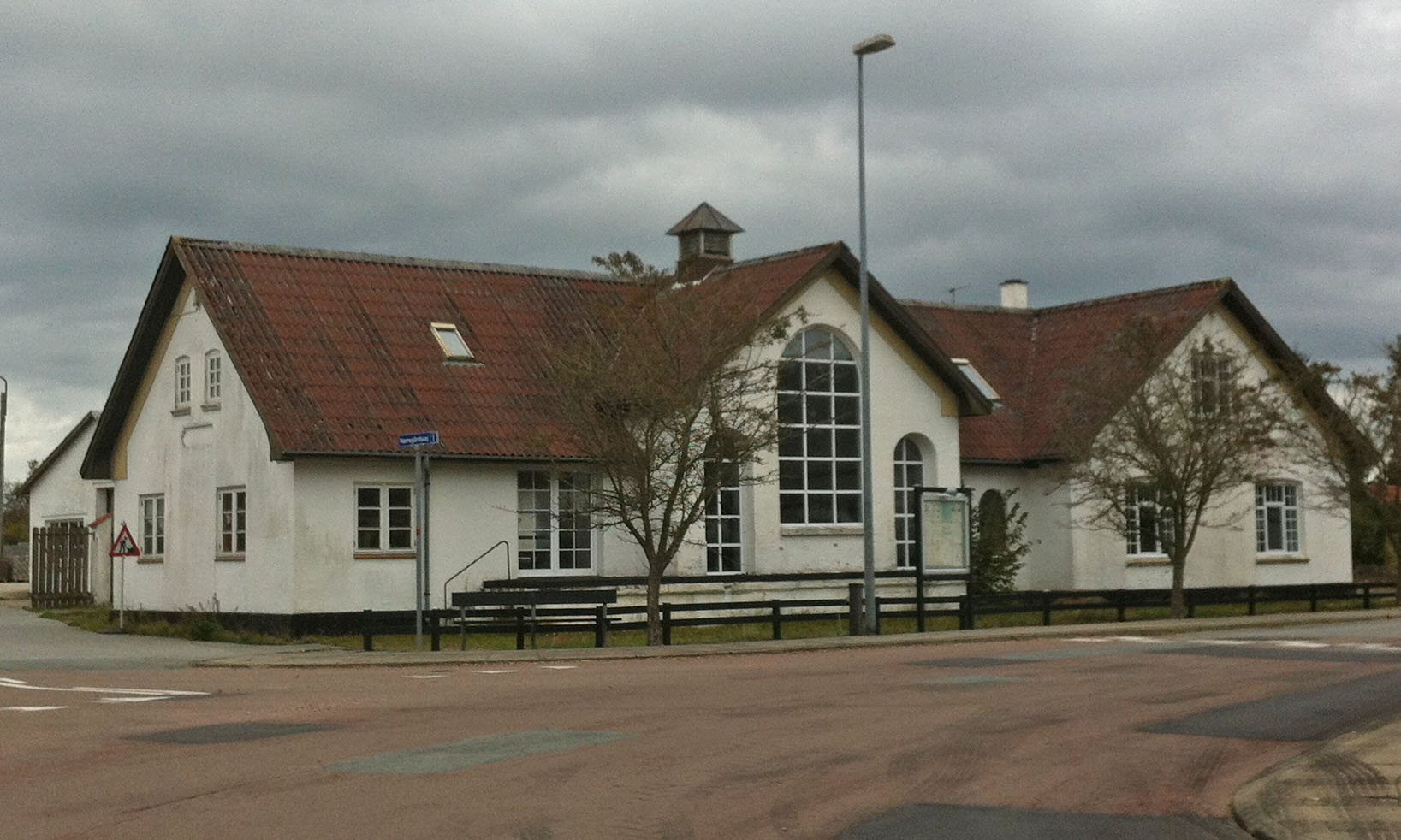
De oude melkfabriek

In 1913 kreeg Lørslev een station aan de spoorlijn Hjørring-Hørby. Na de komst van de spoorlijn groeide het dorp: bestond Lørslev in 1913 nog uit 9 huizen, in 1938 was dit aantal gestegen naar 27. In 1953 werd de spoorlijn opgeheven. Het oude stationsgebouw is bewaard gebleven.